# Камус (коммуна)
Каму́с (фр. Camous, окс. Camors) — коммуна во Франции, находится в регионе Юг — Пиренеи. Департамент — Верхние Пиренеи. Входит в состав кантона Арро. Округ коммуны — Баньер-де-Бигор.
Код INSEE коммуны — 65122.

## География
Коммуна расположена приблизительно в 680 км к югу от Парижа, в 115 км юго-западнее Тулузы, в 45 км к юго-востоку от Тарба.
На западе коммуны протекает река Нест.

## Климат
Климат умеренно-океанический с солнечной тёплой погодой и обильными осадками на протяжении практически всего года.

## Население
Население коммуны на 2010 год составляло 26 человек.
| 1962 | 1968 | 1975 | 1982 | 1990 | 1999 | 2010 |
| ---- | ---- | ---- | ---- | ---- | ---- | ---- |
| 37   | 36   | 26   | 29   | 25   | 17   | 26   |

## Администрация
| Период | Период | Фамилия      | Партия | Примечания |
| ------ | ------ | ------------ | ------ | ---------- |
| 2001   | 2020   | Жан-Пьер Беш |        |            |

## Экономика
В 2010 году среди 15 человек трудоспособного возраста (15-64 лет) 12 были экономически активными, 3 — неактивными (показатель активности — 80,0 %, в 1999 году было 60,0 %). Из 12 активных жителей работали 10 человек (5 мужчин и 5 женщин), безработных было 2 (1 мужчина и 1 женщина). Среди 3 неактивных 1 человек был учеником или студентом, 0 — пенсионерами, 2 были неактивными по другим причинам.

## Фотогалерея

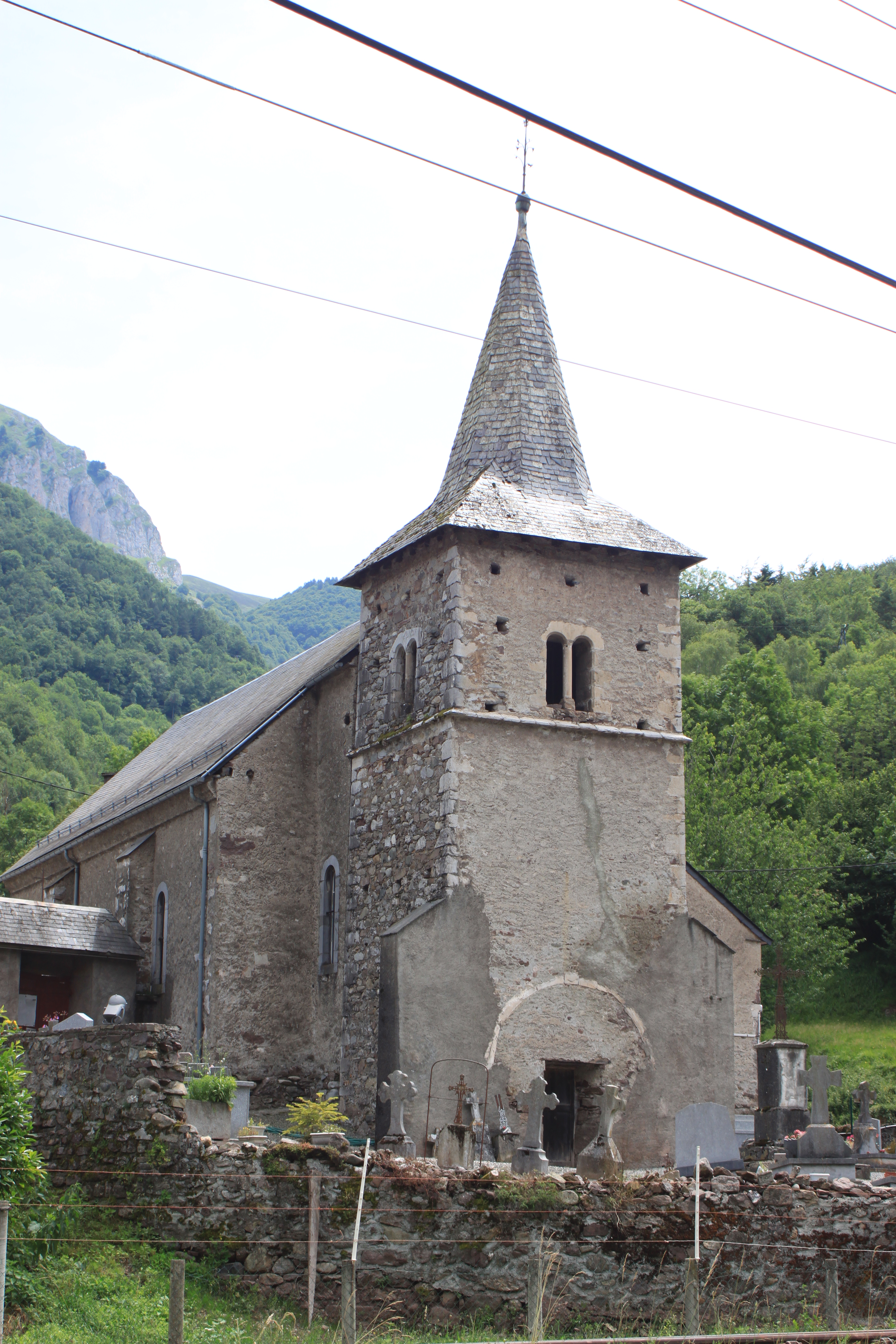
Церковь Св. Лаврентия
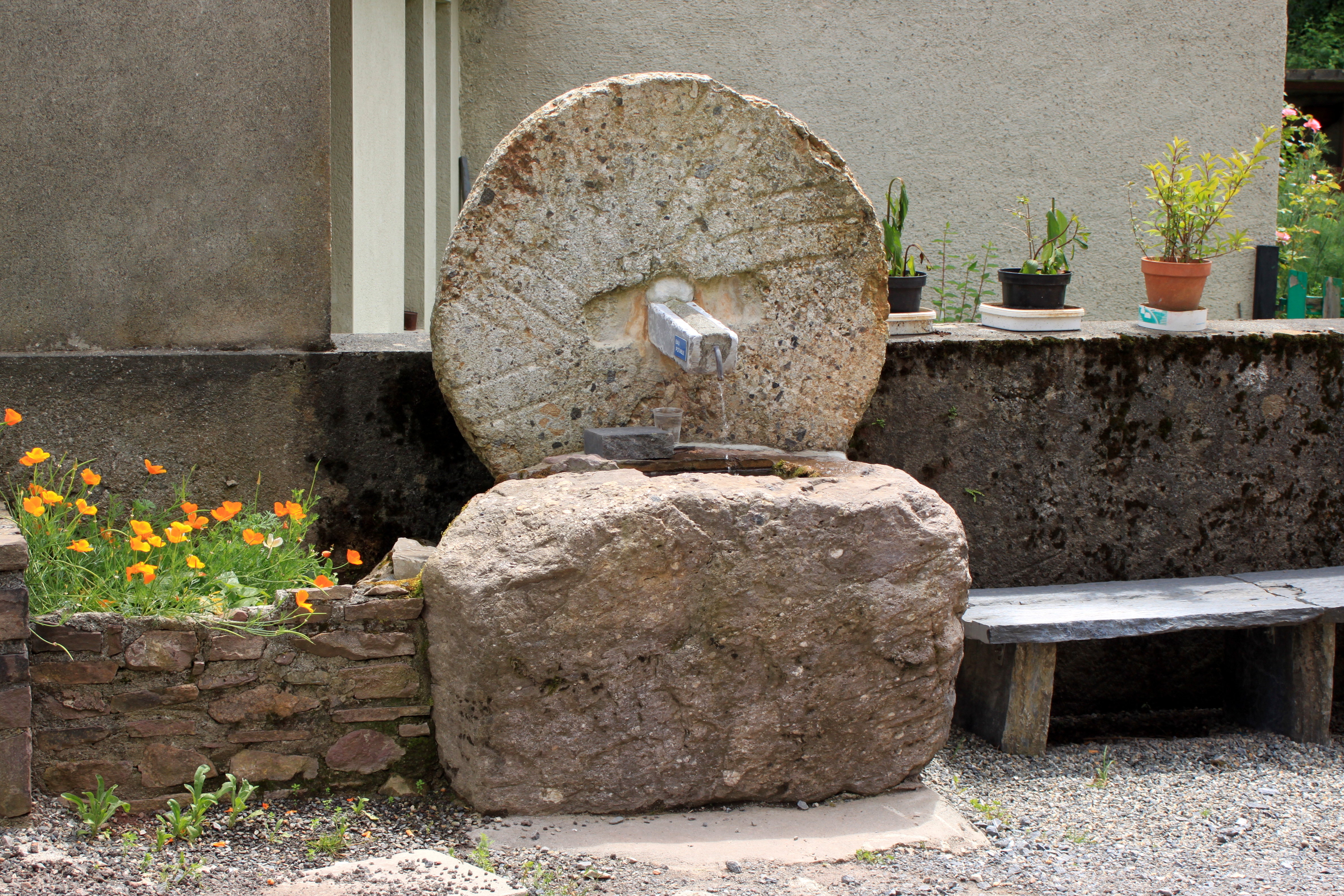
Фонтан
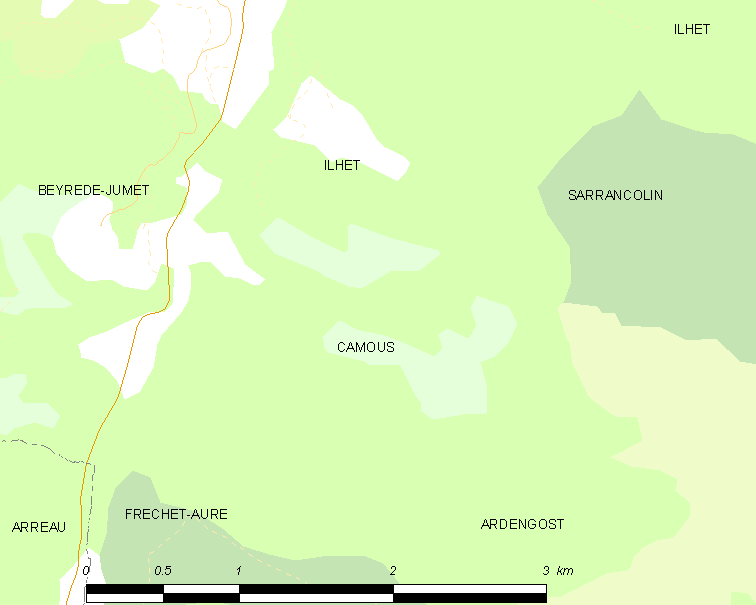
Карта коммуны